# Hersilia insulana
Espèce
Synonymes
- Hersilia nossibeensis Strand, 1916

Hersilia insulana est une espèce d'araignées aranéomorphes de la famille des Hersiliidae.

## Distribution
Cette espèce est endémique de Madagascar.

## Description
Les mâles mesurent de 7,13 à 8,4 mm et les femelles de 6,56 à 13,20 mm.

## Publication originale
- Strand, 1907 : Diagnosen neuer Spinnen aus Madagaskar und Sansibar. Zoologische Anzeiger, vol. 31, p. 725-748 (texte intégral).